# Bisignano
Bisignano är en ort och kommun i provinsen Cosenza i regionen Kalabrien i Italien. Kommunen hade 10 128 invånare (2017).